# Río Oká
El río Oká (en ruso: Ока) es un río de la Rusia europea, el segundo mayor afluente del río Volga, tras el Kama. Tiene una longitud de 1495 km (9.° más largo de Europa) y drena una cuenca de 245 000 km². Administrativamente, discurre por las óblast de Oriol, Tula, Kaluga, Moscú, Riazán, Vladímir y Nizhni Nóvgorod.

## Origen del nombre

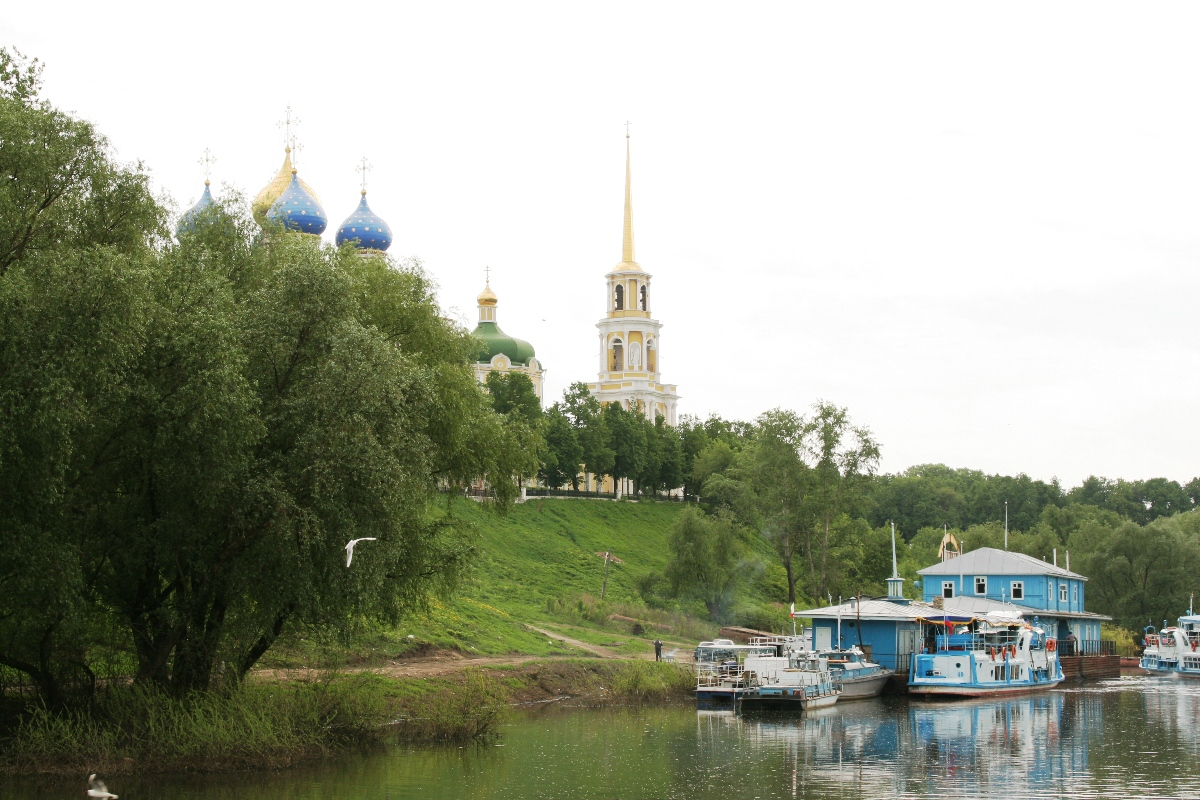
El río Oká a su paso por Riazán

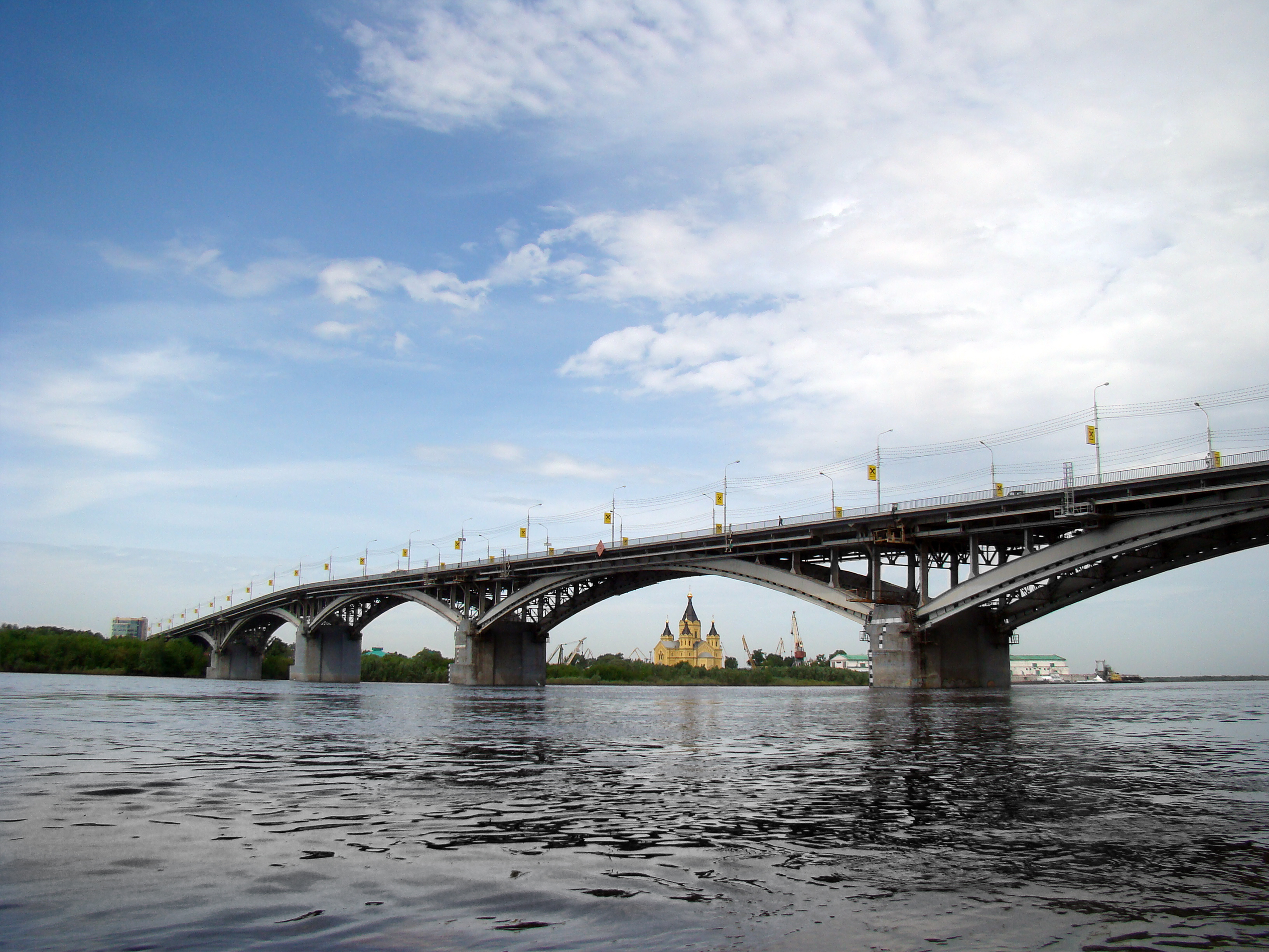
Puente Kanávinski sobre el río Oká en Nizhni Nóvgorod

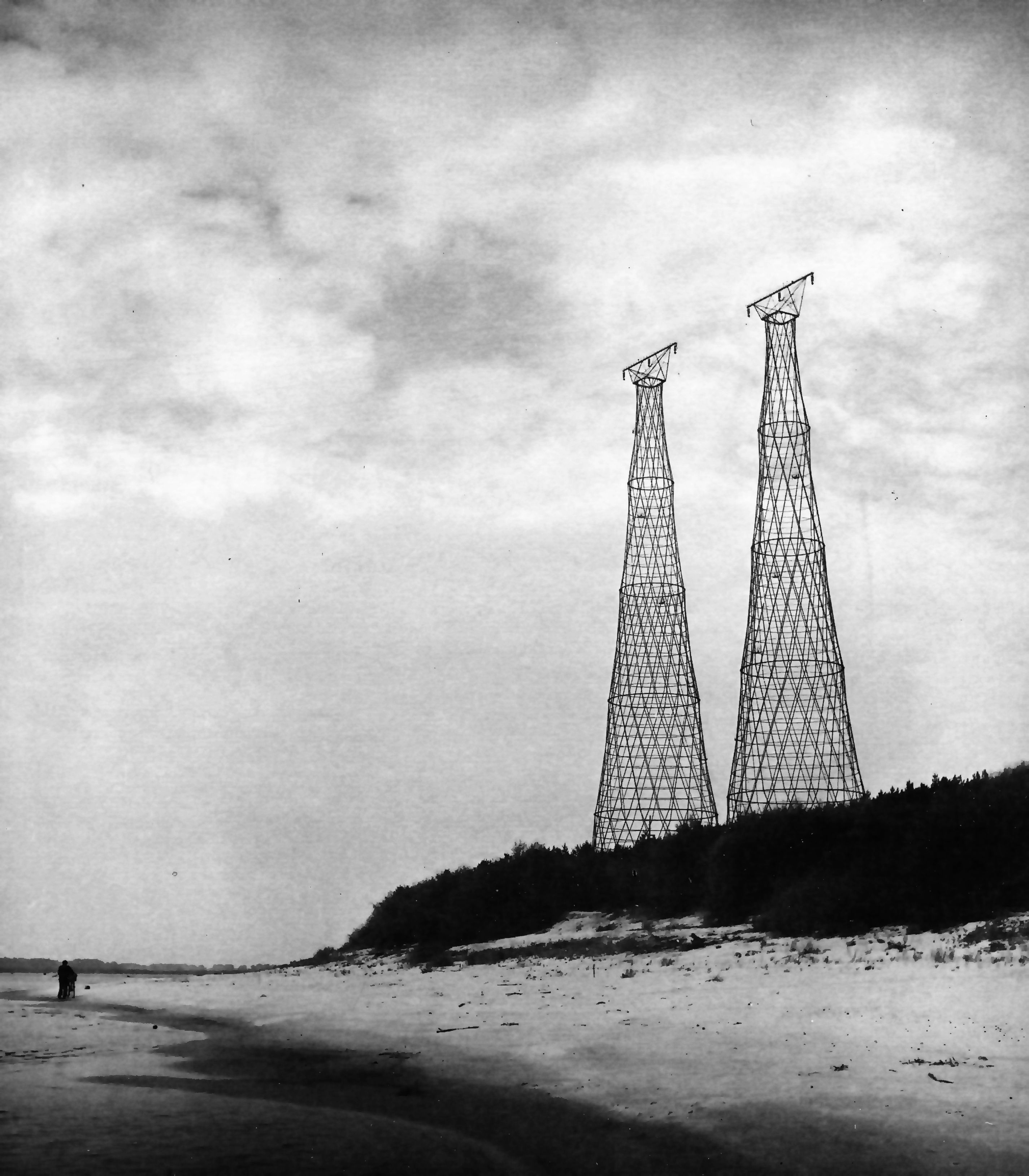
En el río hay unas curiosas torres de alta tensión, las torres Shújov, las únicas torres supervivientes con forma de hiperboloide. Las torres fueron diseñadas y construidas en 1929 por el gran ingeniero ruso y científico Vladímir Shújov (1853-1939).

El origen del nombre no está determinado, aunque las principales hipótesis son las siguientes:
- Max Vasmer asocia el nombre del río con el аƕа gótico, el antiguo alto alemán aha, en latín aqua, que en todos los casos significa tanto «agua» como «río» (como por ejemplo, el río Aa).[1]
- Oleg Trubachiov sostiene un origen báltico: Aka significa, en lituano, «fuente», y lo atribuye a la tribu de los Galindians, que vivían en la parte occidental de la cuenca del Oká antes de la llegada de los eslavos;
- la hipótesis de un origen finlandés: Joki significa, en finés, «río». De hecho, hasta la llegada de los eslavos al curso del Oká, el curso superior estaba ocupada por tribus bálticas (Poleji), mientras que el curso medio y bajo estaba habitado por finlandeses (Meschiora y Múroma).

Históricamente, el río Oká dio su nombre a los Principados del Alto Oká, situados aguas arriba de Tarusa en los siglos XIV y XV. Una de las mayores ciudades de Rusia, Nizhny Nóvgorod, fue fundada para proteger el río Oká en la confluencia con el río Volga. El Janato Qasim, un gobierno musulmán, ocupó la parte baja del Oká en los siglos XV y XVI.

## Geografía
El río Oká nace en la región de los Altos Centrales, en un manantial en el pueblo de Aleksándrovka, en la parte meridional de la óblast de Oriol, al sur de Glazunovka. El río discurre primero en dirección norte, en un tramo de unos 300 km, en que muy pronto baña la capital, Oriol (333 310 hab. en 2002). Tras atravesar de sur a norte la óblast de Oriol, recibe por la derecha el río Zusha y forma, durante un corto tramo, la frontera natural con el óblast de Tula, provincia que cruza a continuación por su extremo occidental, también de sur a norte. En este discurrir por Tula atraviesa la ciudad de Beliov (16 083 hab.) y recibe por la derecha al río Upa (345 km).
Luego se adentra en la óblast de Kaluga por su parte centroccidental, recibiendo por la izquierda al inicio al río Zhizdra (223 km) y luego al río Ugrá (399 km), un punto en el que el río Oká vira con decisión hacia el este. Llega poco después a la capital Kaluga (334 751 hab.) y pocos kilómetros aguas abajo se interna en la óblast de Tula, discurriendo por su parte occidental. Pasa frente a Aleksin (68 256 hab.) para describir luego una amplia curva en dirección noroeste, un tramo en el que su curso hace de nuevo frontera natural con la óblast de Kaluga. Recibe por la izquierda al río Tarusa y al río Protvá y luego entra en la óblast de Moscú por su parte meridional. El río se encamina hacia el este, atravesando las localidades de Protvinó (36 175 hab.) y Sérpujov (131 097 hab.), donde recibe por la izquierda al río Nara (158 km). Sigue aguas abajo por Kashira (40 898 hab.), Púschino (19 964 hab.), recibe por la derecha al río Osiotr (228 km) y llega a Kolomna (150 129 hab.), donde recibe por la izquierda al río Moscova, que procede de Moscú.
El río Oká abandona la óblast de Moscú por su lado occidental para entrar en la óblast de Riazán, donde pasa frente a la capital Riazán (521 560 hab.). Luego describe una amplia curva por la parte meridional de la región de los bajos pantanosos de Meschiora, tomando a continuación dirección noreste. Recibe por la izquierda al río Pra (192 km), luego atraviesa la ciudad de Kasímov (35 816 hab.) y abandona la óblast por su parte septentrional. Sigue por la óblast de Vladímir, donde baña Múrom (126 901 hab.) y al poco recibe por la derecha al río Tiosha (311 km). Finalmente, se interna en la óblast de Nizhny Nóvgorod, atravesando Pávlovo (64 814 hab.) y recibiendo por la izquierda uno de sus más importantes afluentes, el río Kliazma (686 km). Sigue luego por las ciudades de Naváshino (17 810 hab.), Gorbátov (2662 hab.), Dzerzhinsk (261 334 hab.) y en la desembocadura con el río Volga, Nizhni Nóvgorod (1 311 252 hab.).
La anchura máxima del río es de unos 25 km en su curso medio. El caudal medio es de 1300 m³/s, con un régimen pluvial.

## Lugares de importancia
Las orillas del río están salpicadas con muchos lugares de importancia histórica y cultural, incluidos los monasterios medievales de Múrom, las mezquitas y minaretes de Kasímov, los kremlins fortificados de Kolomna y Sérpujov, las casa-monumento del pintor Vasili Polénov y del poeta Serguéi Esenin, las excavaciones de las ruinas de la vieja Riazán y la Torre de Shújov en el río Oká.
La Reserva natural Prioksko-Terrasni se encuentra a lo largo de la orilla izquierda del río, frente a la localidad de Púschino y es conocida por su vivero de crías de bisonte.

## Localidades en el río Oká

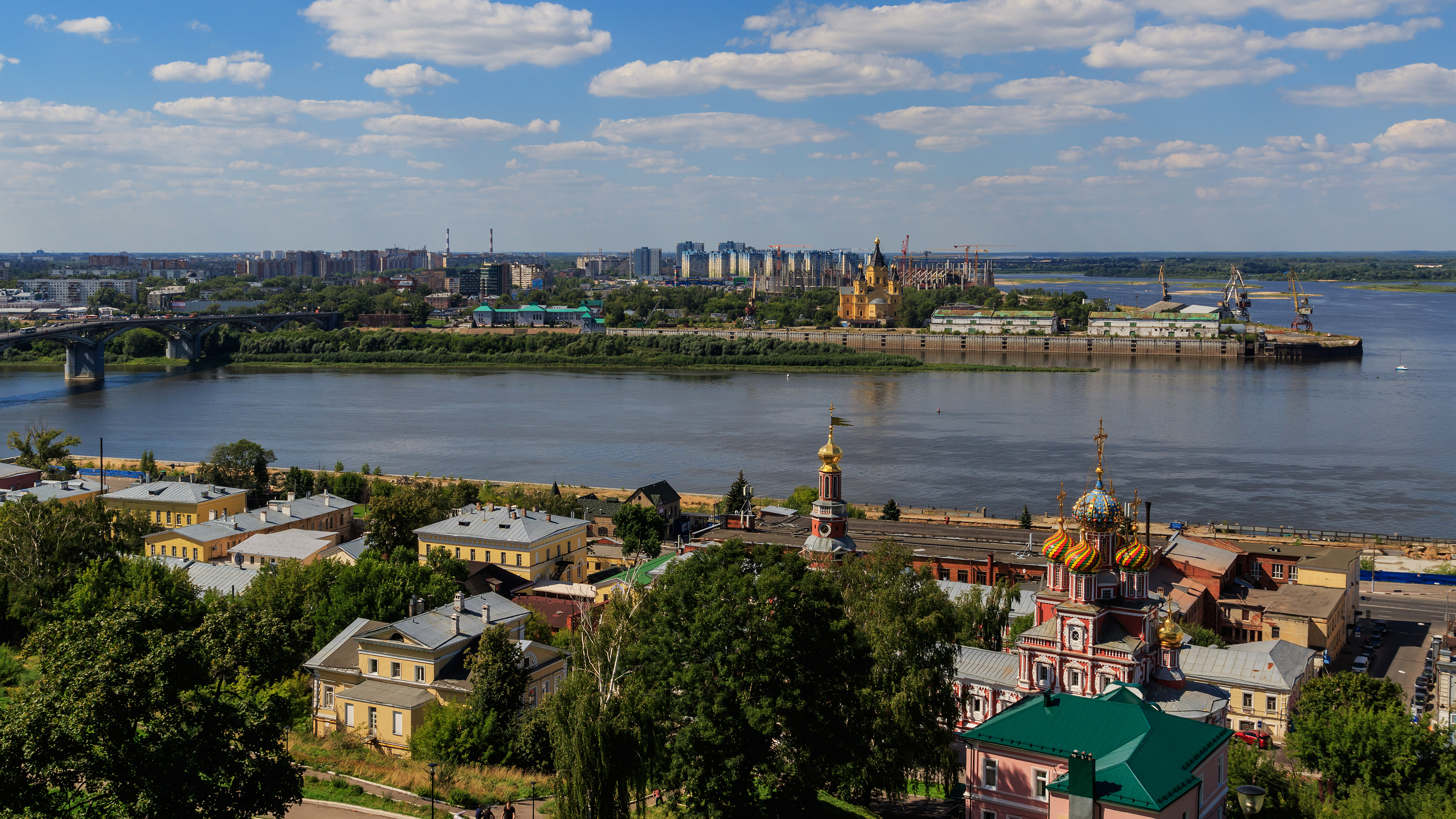
Vista de la confluencia Oka/Volga desde el terraplén Fedorovskogo en Nizhny Novgorod, Rusia

#### Sitio Ramsar de los ríos Oká y Pra

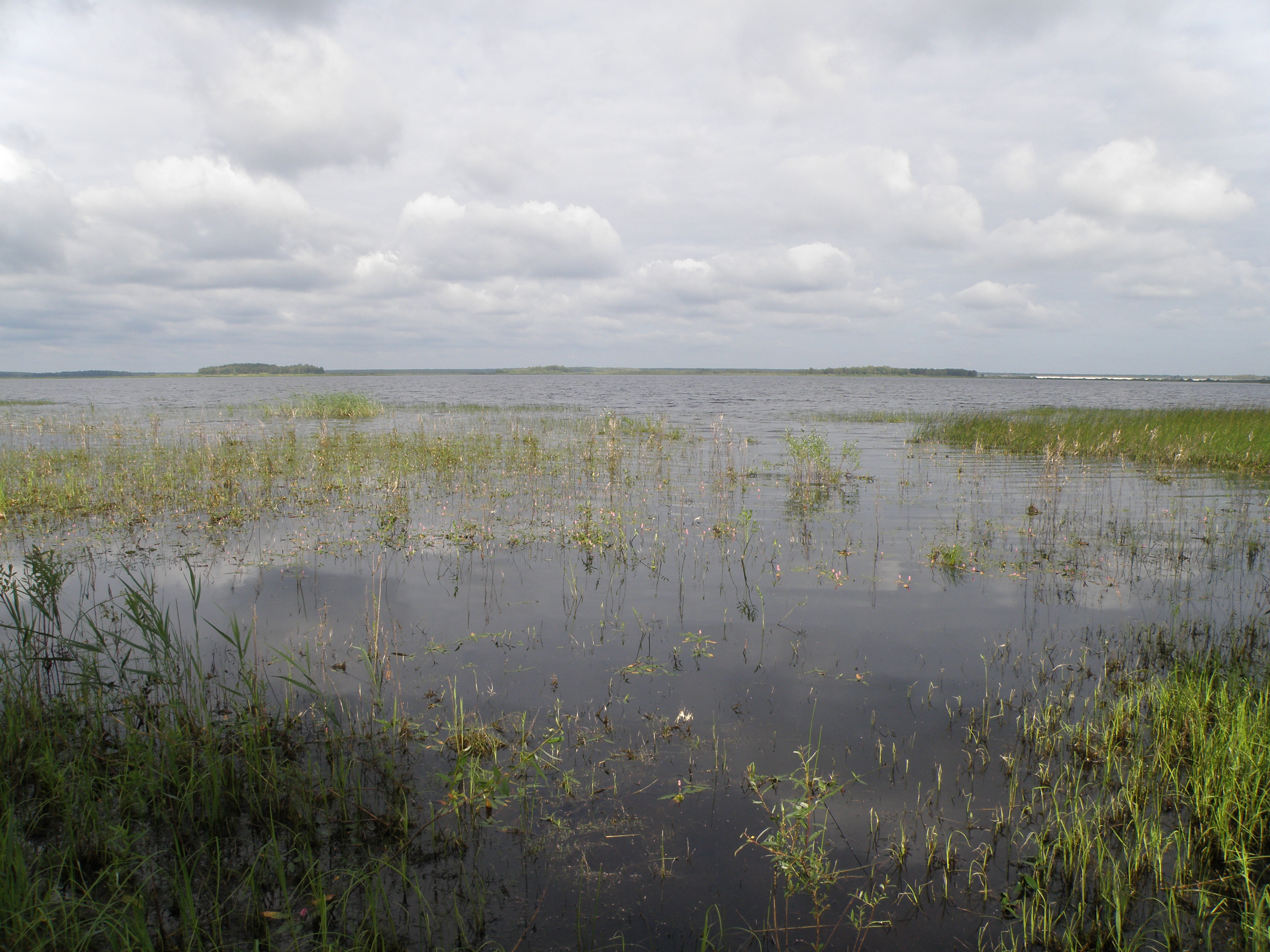
Lago Svyatoe en el verano de 2012 (vista desde la orilla este)

El río Pra es un afluente por la izquierda del río Oká. En la zona donde se unen hay una amplia llanura aluvial que fue declarada sitio Ramsar número 671 (55°01′N 040°23′E) en 1994, con una extensión de 1615 km2. Es también Reserva Natural de la Biosfera, Reserva natural estricta y parte del Parque nacional de Meshchiora. Las extensas llanuras aluviales de los dos ríos incluyen lagos, ciénagas, pantanos, turberas boscosas y lagos. La vegetación incluye bosques naturales y artificiales de varios tipos y extensos prados inundables. La diversidad de plantas y animales es alta, con más de 800 especies de plantas vasculares y 58 especies de mamíferos en el área. El área es importante para la migración y reproducción de varias especies de aves acuáticas. Un área de escala importante para numerosas especies de patos y gansos migratorios, incluido el 50 % de la población migratoria ánsar careto. La actividad humana incluye la recolección de heno, la caza de aves acuáticas, la pesca, la silvicultura, la agricultura, el pastoreo de ganado, la educación para la conservación y la recreación. Miles de pájaros son anillados cada año. Se ha establecido un centro de cría de grullas.

## Navegación
El río Oká es navegable desde la ciudad de Chekalin, y por tránsito, después de Kolomna, es decir, desde la desembocadura del río Moscova. El río tiene regulado el caudal mediante esclusas 100 km aguas abajo de la confluencia del Moscova. Hasta la década de 1960, el río Oká era navegable desde Oriol, pero únicamente en el sentido de la corriente y en época de crecidas, o bien mediante la ayuda de diferentes embalses del río. 

## Afluentes y características
El río Oká tiene muchos afluentes, siendo los más importantes los que recoge la tabla siguiente, ordenada de la fuente a la boca.
| Ramal | Ramal | Nombre afluente | Nombre afluente | Nombre afluente | Nombre ruso | Longitud (km) | Cuenca (km²) | Caudal (m³/s) | Desembocadura | Sujetos federales                                                                      |
| I     | —     | Río Zusha       | Río Zusha       | Río Zusha       | Зуша        | 234           | 6950         | 28            | Río Oká       | Óblast de Oriol · Óblast de Tula                                                       |
| —     | —     | Río Besputa     | Río Besputa     | Río Besputa     | Беспута     | 75            |              |               | Río Oká       | Óblast de Moscú · Óblast de Tula                                                       |
| —     | D     | Río Upa         | Río Upa         | Río Upa         | Упа         | 345           | 9510         | 40,2          | Río Oká       | Óblast de Tula                                                                         |
| I     | —     | Río Zhizdra     | Río Zhizdra     | Río Zhizdra     | Жи́здра      | 223           | 9170         | 35            | Río Oká       | Óblast de Kaluga                                                                       |
| —     | —     | —               | Río Resseta     | Río Resseta     | Рессета     | 134           |              |               | Río Zhizdra   | Óblast de Briansk · Óblast de Kaluga                                                   |
| —     | —     | —               | Río Vytebet     | Río Vytebet     | Вытебеть    | 133           |              |               | Río Zhizdra   | Óblast de Kaluga · Óblast de Oriol                                                     |
| —     | —     | —               | Río Serena      | Río Serena      |             |               |              |               | Río Zhizdra   |                                                                                        |
| I     | —     | Río Ugrá        | Río Ugrá        | Río Ugrá        | Угра        | 399           | 15 700       | 85,2          | Río Oká       | Óblast de Kaluga · Óblast de Smolensk                                                  |
| —     | —     | —               | Río Vorja       | Río Vorja       | Воря        | 167           |              |               | Río Ugrá      | Óblast de Moscú · Óblast de Smolensk                                                   |
| —     | —     | —               | Río Ress        | Río Ress        | Ресса       | 119           |              |               | Río Ugrá      |                                                                                        |
| I     | —     | Río Tarusa      | Río Tarusa      | Río Tarusa      |             |               |              |               | Río Oká       |                                                                                        |
| I     | —     | Río Protvá      | Río Protvá      | Río Protvá      | Протва      | 282           | 4620         | 25            | Río Oká       | Óblast de Kaluga · Óblast de Moscú                                                     |
| I     | —     | Río Nara        | Río Nara        | Río Nara        | Нара        | 158           | 2030         | 5,5           | Río Oká       | Óblast de Kaluga · Óblast de Moscú                                                     |
| —     | D     | Río Osiotr      | Río Osiotr      | Río Osiotr      | Осётр       | 228           | 3480         | 13,3          | Río Oká       | Óblast de Moscú · Óblast de Riazán · Óblast de Tula                                    |
| I     | —     | Río Moscova     | Río Moscova     | Río Moscova     | Москва      | 502           | 17 600       | 250           | Río Oká       | Óblast de Moscú · Óblast de Smolensk                                                   |
| —     | —     | —               | Río Ruza        | Río Ruza        | Руза        | 145           | 1990         | 13,1          | Río Moscova   | Óblast de Moscú                                                                        |
| —     | —     | —               | Río Istra       | Río Istra       | Истра       | 113           | 2050         | 11,3          | Río Moscova   | Óblast de Moscú                                                                        |
| —     | —     | —               | Río Yauza       | Río Yauza       |             |               |              |               | Río Moscova   |                                                                                        |
| —     | —     | —               | Río Pajrá       | Río Pajrá       | Пахра       | 135           | 2580         |               | Río Moscova   | Óblast de Moscú                                                                        |
| —     | —     | —               | Río Séverka     | Río Séverka     | Северка     | 110           | 2580         |               | Río Moscova   | Óblast de Moscú                                                                        |
| —     | D     | Río Pronia      | Río Pronia      | Río Pronia      | Проня       | 312           | 10 800       | 12,8          | Río Oká       | Óblast de Riazán · Óblast de Tula                                                      |
| —     | —     | —               | Río Ranova      | Río Ranova      | Ранова      | 166           |              |               | Río Pra       | Óblast de Moscú · Óblast de Riazán                                                     |
| I     | —     | Río Pra         | Río Pra         | Río Pra         | Пра         | 192           |              |               | Río Oká       | Óblast de Riazán · Óblast de Tambov                                                    |
| I     | —     | Río Gus         | Río Gus         | Río Gus         | Гусь        | 147           |              |               | Río Oká       | Óblast de Riazán · Óblast de Vladímir                                                  |
| —     | D     | Río Moksha      | Río Moksha      | Río Moksha      | Мокша       | 656           | 51 000       | 95            | Río Oká       | República de Mordovia · Óblast de Nizhni Nóvgorod · Óblast de Penza · Óblast de Riazán |
| —     | —     | —               | Río Tsna        | Río Tsna        | Цна         | 451           | 21 500       |               | Río Moksha    | Óblast de Riazán · Óblast de Tambov                                                    |
| —     | —     | —               | Río Sivin       | Río Sivin       | Сивинь      | 124           | 1830         |               | Río Moksha    | República de Mordovia                                                                  |
| —     | —     | —               | Río Vad         | Río Vad         | Вад         | 222           | 6500         | 7,5           | Río Moksha    | República de Mordovia · Óblast de Penza · Óblast de Riazán                             |
| —     | D     | Río Tiosha      | Río Tiosha      | Río Tiosha      | Тёша        | 311           | 7800         | 4             | Río Oká       | Óblast de Nizhni Nóvgorod                                                              |
| —     | —     | —               | Río Seriozha    | Río Seriozha    |             | 185           |              |               | Río Tiosha    | Óblast de Nizhni Nóvgorod                                                              |
| I     | —     | Río Kliazma     | Río Kliazma     | Río Kliazma     | Клязьма     | 686           | 42 500       | 147           | Río Oká       | Óblast de Ivánovo · Óblast de Moscú · Óblast de Nizhni Nóvgorod · Óblast de Vladímir   |
| —     | —     | —               | Río Suvorosch   | Río Suvorosch   | Суворощь    | 126           |              |               | Río Kliazma   | Óblast de Vladímir                                                                     |
| —     | —     | —               | Río Lukh        | Río Lukh        | Лух         | 240           | 4450         | 17            | Río Kliazma   | Óblast de Ivánovo · Óblast de Nizhni Nóvgorod · Óblast de Vladímir                     |
| —     | —     | —               | Río Teza        | Río Teza        | Теза        | 192           | 3450         |               | Río Kliazma   | Óblast de Ivánovo                                                                      |
| —     | —     | —               | Río Uvod        | Río Uvod        | Уводь       | 185           | 3770         | 19            | Río Kliazma   | Óblast de Ivánovo · Óblast de Vladímir                                                 |
| —     | —     | —               | Río Sudogda     | Río Sudogda     | Судогда     | 118           |              |               | Río Kliazma   | Óblast de Vladímir                                                                     |
| —     | —     | —               | Río Nerl        | Río Nerl        | Нерль       | 284           | 6780         | 25,7          | Río Kliazma   | Óblast de Ivánovo · Óblast de Vladímir · Óblast de Yaroslavl                           |
| —     | —     | —               | Río Koloksha    | Río Koloksha    | Колокша     | 148           |              |               | Río Kliazma   | Óblast de Vladímir                                                                     |
| —     | —     | —               | Río Peksha      | Río Peksha      | Пёкша       | 127           |              |               | Río Kliazma   | Óblast de Vladímir                                                                     |
| —     | —     | —               | Río Kirzhach    | Río Kirzhach    | Киржа́ч      | 133           | 1820         |               | Río Kliazma   | Óblast de Moscú · Óblast de Vladímir                                                   |